# Skarnsund-híd
A Skarnsund-híd (norvég nyelven: Skarnsundet bru, vagy Skarnsundbrua) egy 1010 méter hosszúságú ferdekábeles híd, amely a Skarnsund tengerszorost íveli át Norvégia, Nord-Trøndelag megyéjében, Inderøy település mellett. Amikor 1991-ben átadták a forgalomnak, felváltotta a korábbi Vangshylla–Kjerringvik kompjáratot és megépítése lehetővé tette Mosvik és Leksvik települések lakói számára, hogy könnyebben eljussanak Innherred központi területeire. A Trondheim-fjord felett átívelő híd a norvég 755-ös út részét képezi.
530 méteres középső fesztávjával két évig a leghosszabb ferdekábeles típusú híd volt a világon. Két, egyenként 152 méter magas pilonja közül a nyugati Kjerringvik település közelében, a keleti Vangshylla település mellett található. A híd megnyitása után 17 éven keresztül fizetős volt az áthaladás. A híd építési költségeinek 30%-át, mintegy 200 millió norvég koronát fedeztek a díjfizetés által. A hidat 2007-ben a kulturális örökség részévé nyilvánították Norvégiában.

## Építésének háttere
Mosvik község a Fosen-félszigeten fekszik Nord-Trøndelag megyében. Az első közúti szállítmányozás Mosvik és Inherred közt 1964-ben indult el, amikor is az Innherredsferja társaság beindította a Levanger–Hokstad–Vangshylla–Kjerringvik–Venneshamn-ot összekötő kompjáratát. 1964-ben vásároltak egy újabb kompot és elindították a Vangshylla–Kjerringvik kompjáratot. A kompjárat és később a híd is a Skarnsund szoros legkeskenyebb részén lett kialakítva Kjerringvik és Vangshylla települések között. A Mosvikon keresztülvágó útvonalon át látják el élelemmel és fogyasztási cikkekkel a jóval nagyobb Leksvik települést is. A híd az egyetlen átkelő a Trondheim-fjordon.

## Története
Az első olyan időpont, amikor a helyi kereskedelmi és politikai érdekek találkoztak annak okán, hogy hidat kellene itt építeni, az 1972-ben volt. 1982-re megalakult a AS Skarnsundsbrua társaság, amely a híd költségeinek és építésének szabályozását és finanszírozását volt hivatott kezelni. A norvég parlament 1986-ban fogadta el a terveket és az építkezés két évvel később el is kezdődött. and construction started two years later. A legfontosabb szerződő cég az Aker (vállalat) volt, majd a híd elkészülte után a fenntartást a Nord-Trøndelag Közútkezelő vállalta magára. A híd 200 millió norvég koronába került, amely átszámítva mai (2012. november 8.) árfolyamra a Magyar Nemzeti Bank hivatalos devizaárfolyama alapján (1 Nok= 38,4 Huf), 7 680 000 000 forintos összeg lenne. http://www.mnb.hu/arfolyamok
A hidat V. Harald norvég király nyitotta meg 1991. december 19-én és ekkor bocsátották utolsó útjára a kompjáratot is. A Mosvik melletti pihenőhelyen található a király névjegyével ellátott Király Kő.
Megnyitása óta számos díjat kapott a konstrukció: Betongtavlen (1992)), Legszebb Utak Díja (1994), és a nemzetközi FIP díj (1994). 2008-ban a Norvég Kulturális Örökségvédelmi Hivatal védett örökséggé nyilvánította. 2010-ben a Teknisk Ukeblad versenyben a második helyezést kapta.

## Technikai jellemzői
A híd 1010 méteres hosszával egyike a világ leghosszabb ferdekábeles hídjainak. Legnagyobb fesztávolsága 530 méter, míg tartópilonjai 152 méterrel magasodnak a tenger szintje fölé. Az útpálya 2,15 méter mély, míg szélessége, melyen két forgalmi sáv és egy gyalogosok és kerékpárosok által igénybe vehető sáv kapott helyet, 13 méter széles. A hajózási magasság 45 méter. Építésekor a híd a leghosszabb fesztávolságú ferdekábeles híd volt a világon, ám ezt a címet a későbbiekben elvesztette.
Az eredeti építési terveknek megfelelően egy 1,6 kilométer hosszúságú út, illetve Mosvik mellett egy pihenőhely is megépült. A szerkezet kialakításához 19000 köbméternyi betont, 208 darab kábelt használtak fel, melyek együttes hosszúsága eléri a 33 kilométert, miközben a híd súlya 1030 tonna. A felhasznált kábelsodronyok 52 és 85 milliméteres átmérők közt mozognak. A hidat úgy tervezték, hogy ellen tudjon állni 48,5 méter/szekundumos széllökéseknek és a földrengéseknek.

## Fordítás
Ez a szócikk részben vagy egészben  a   Skarnsund Bridge című angol Wikipédia-szócikk ezen változatának fordításán alapul.  Az eredeti cikk szerkesztőit annak laptörténete sorolja fel. Ez a jelzés csupán a megfogalmazás eredetét és a szerzői jogokat jelzi, nem szolgál a cikkben szereplő információk forrásmegjelöléseként.